# Fruktan
Fruktan je polimer molekula fruktoze. Fruktani sa kratkim lancima su poznati kao fruktooligosaharidi, dok se oni sa dugim lancima nazivaju inulinima. Fruktani se javljaju u namirnicama kao što su agava, artičoka, špargla, praziluk, beli luk, crni luk, jakon, i pšenica.
U životinjskoj hrani se fruktani takođe javljaju u travi, što ima dijetetske implikacije za konje i druge .

## Tipovi
Fruktani su formirani od fruktoznih monomera, normalno sa saharoznom na kraju lanca. Pozicija veza fruktoznih ostataka određuje tip fruktana. Veze se normalno javljaju na jednoj od dve primarne hidroksilne grupe (OH-1 ili OH-6), te postoje dva osnovna tipa fruktana:
- 1-vezani: u inulinu, fruktozil ostaci su povezani β-2,1-vezama.
- 6-vezani: u levanu, fruktozil ostaci su vezani β-2,6-vezama.

## Funkcije
Biljke koje skladište svoju hranu u obliku fruktana imaju sposobnost opstanka na niskim temperaturama, jer fruktani uvećavaju toleranciju na smrzavanje. Oni se vezuju za membrane čime pomažu u održavanju ćelija.

## Sadržaj fruktana u hrani
| Artičoka,            | 16,0-20,0% |
| Artičoka,            | 2,0-6,8%   |
| Špargla              | 1,4-4,1%   |
| Zrna mladog ječma    | 22%        |
| Beli luk             | 17,4%      |
| Crni luk             | 1,1-10,1%  |
| Raž (bran)           | 7%         |
| Raž (crno)           | 4,6-6,6%   |
| Pšenični hleb (beli) | 0,7-2,8%   |
| Pšenično brašno      | 1-4%       |
| Pšenične testenine   | 1-4%       |

## Literatura
- Sugar - Chemical, Biological and Nutritional Aspects of Sucrose. ISBN 978-0-408-70172-3.. John Yudkin, Jack Edelman and Leslie Hough (1971, 1973). The Butterworth Group.